# ヨハン2世 (プファルツ＝ツヴァイブリュッケン＝フェルデンツ公)
ヨハン2世（ドイツ語：Johann II., 1584年3月26日 - 1635年8月9日）は、プファルツ＝ツヴァイブリュッケン＝フェルデンツ公（在位：1604年 - 1635年）。

## 生涯
ヨハン2世は、1584年にプファルツ＝ツヴァイブリュッケン公ヨハン1世とその妃マグダレーネ・フォン・ユーリヒ＝クレーフェ＝ベルクの長男としてベルクツァバンで生まれた。1604年に父の跡を継ぎ、1606年には家臣のフラッハ・フォン・シュヴァンツェンベルクからアルザスのビシュヴァイラー領主権をヴィッテルスバッハ家に取り戻した。1611年、ヨハン2世は亡き父の遺言に従い、弟のフリードリヒ・カジミールとヨハン・カジミールにランツベルクとノイカステルをアパナージュとしてそれぞれ与え、ツヴァイブリュッケンの大部分を自らの領土として保持した。
1610年から1612年まで、ヨハン2世はプファルツ選帝侯フリードリヒ5世の後見人を務めた。この立場において、ヨハン2世は1612年に神聖ローマ皇帝ルドルフ2世の代理を短期間務め、裏面に帝国の双頭の鷲を刻んだコインを鋳造した。
最初の妃カトリーヌ・ド・ロアンは1607年に亡くなり、5月にハイデルベルクでプファルツ選帝侯フリードリヒ4世の娘ルイーゼ・ユリアネと再婚し、その2か月後にリボピエール伯エーバーハルトの荘園を含むビルレンバッハ（バ＝ラン）の領地を獲得した。
ヨハン2世は1635年にメッツにおいて死去し、先祖プファルツ＝ツヴァイブリュッケン公アレクサンダーにより1493年に建てられ、ツヴァイブリュッケン家の菩提寺となっていたツヴァイブリュッケンのアレクサンダー教会の地下室に埋葬された。

## 結婚と子女
1604年8月26日にロアン子爵ルネ2世の娘カトリーヌ（1578年6月20日 - 1607年5月10日）と結婚し、1女をもうけた。
- マグダレーナ・カタリーナ（1607年4月26日 - 1648年1月20日） - プファルツ＝ビルケンフェルト＝ビシュヴァイラー公クリスティアン1世と結婚

1612年5月13日にプファルツ選帝侯フリードリヒ4世の娘ルイーゼ・ユリアネ（1594年7月16日 - 1640年4月28日）と結婚し、以下の子女をもうけた。
- エリザベート・ルイーゼ・ユリアネ（1613年7月16日 - 1667年3月29日） - ヘルフォルト女子修道院長
- カタリーナ・シャルロッテ（1615年1月11日 - 1651年3月21日） - 1631年にプファルツ＝ノイブルク公ヴォルフガング・ヴィルヘルムと結婚
- フリードリヒ（1616年 - 1661年） - プファルツ＝ツヴァイブリュッケン＝フェルデンツ公
- アンナ・ジビッレ（1617年7月20日 - 1641年11月9日）
- ヨハン・ルートヴィヒ（1619年7月22日 - 1647年10月15日）
- ユリアネ・マグダレーネ（1621年4月23日 - 1672年3月25日） - 1645年にプファルツ＝ツヴァイブリュッケン公フリードリヒ・ルートヴィヒと結婚
- マリー・アマリエ（1622年10月19日 - 1641年6月11日）